# Historia Świadków Jehowy
Historia Świadków Jehowy – historia działalności religijnej społeczności Świadków Jehowy, a także rozwoju ich nauk i praktyk religijnych.

## Początki (1870–1916)

### Powstanie

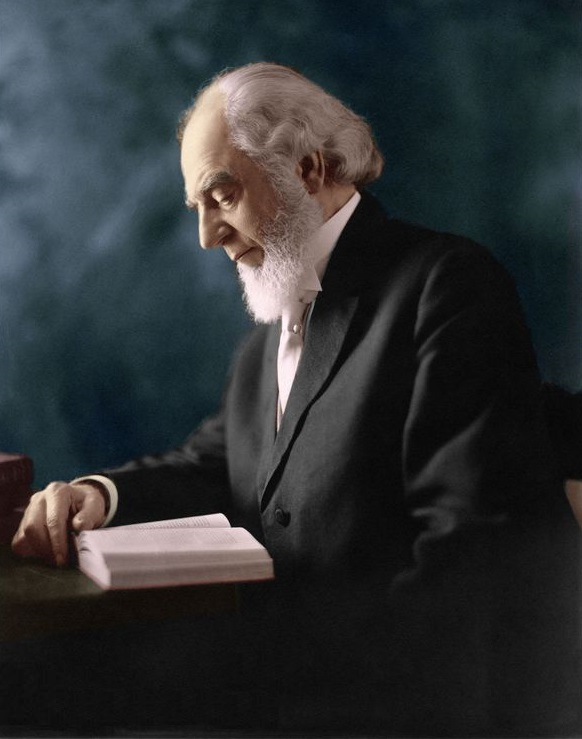
Charles Taze Russell w 1911 r.

Po okresie poszukiwań religijnych w 1870 roku Charles Taze Russell wspólnie z kilkuosobową grupą znajomych z Pittsburgha oraz Allegheny założył klasę studiów biblijnych, której celem było poznawanie Biblii. Grupa ta stawiała pytania dotyczące zagadnień biblijnych oraz poszukiwała w Biblii odpowiedzi. W tym celu odszukiwano wszystkie wersety biblijne związane z tematem. Gdy po dyskusji wszyscy jej uczestnicy byli przekonani, że wersety biblijne ze sobą harmonizują, formowali wniosek końcowy i zapisywali go. Russell nie uważał, że konieczna jest interpretacja Biblii. Był przekonany, że jeśli jakiś jej fragment jest niezrozumiały, to jego wyjaśnienia należy szukać w innym fragmencie Pisma Świętego.
Charles Taze Russell otwarcie przyznawał, że korzystał z pomocy innych przy studiowaniu Biblii. Wyrażał wdzięczność wobec pomocy adwentystów Jonasa Wendella i Georga Storssa. W styczniu 1876 roku Russell otrzymał egzemplarz czasopisma „Herald of the Morning” („Zwiastun Poranka”) wydawanego przez adwentystę Nelsona Barboura. W tym czasopiśmie Barbour głosił pogląd przedstawiony wcześniej przez Izaaka Newtona, że przyjście Jezusa nie miało na celu zniszczenia wszystkich ludzi na ziemi, oraz że Chrystus przyjdzie w postaci duchowej, a nie w ciele. Odtąd Barbour i Russell wspólnie współpracowali przy wydawaniu „Zwiastuna Poranka”, a Russell wspierał finansowo wydawanie tego czasopisma. W roku 1878, po kilkumiesięcznej polemice na łamach „Zwiastuna Poranka” Russell ostatecznie zerwał współpracę z Barbourem po jego artykule kwestionującym wartość ofiarnej śmierci Chrystusa.

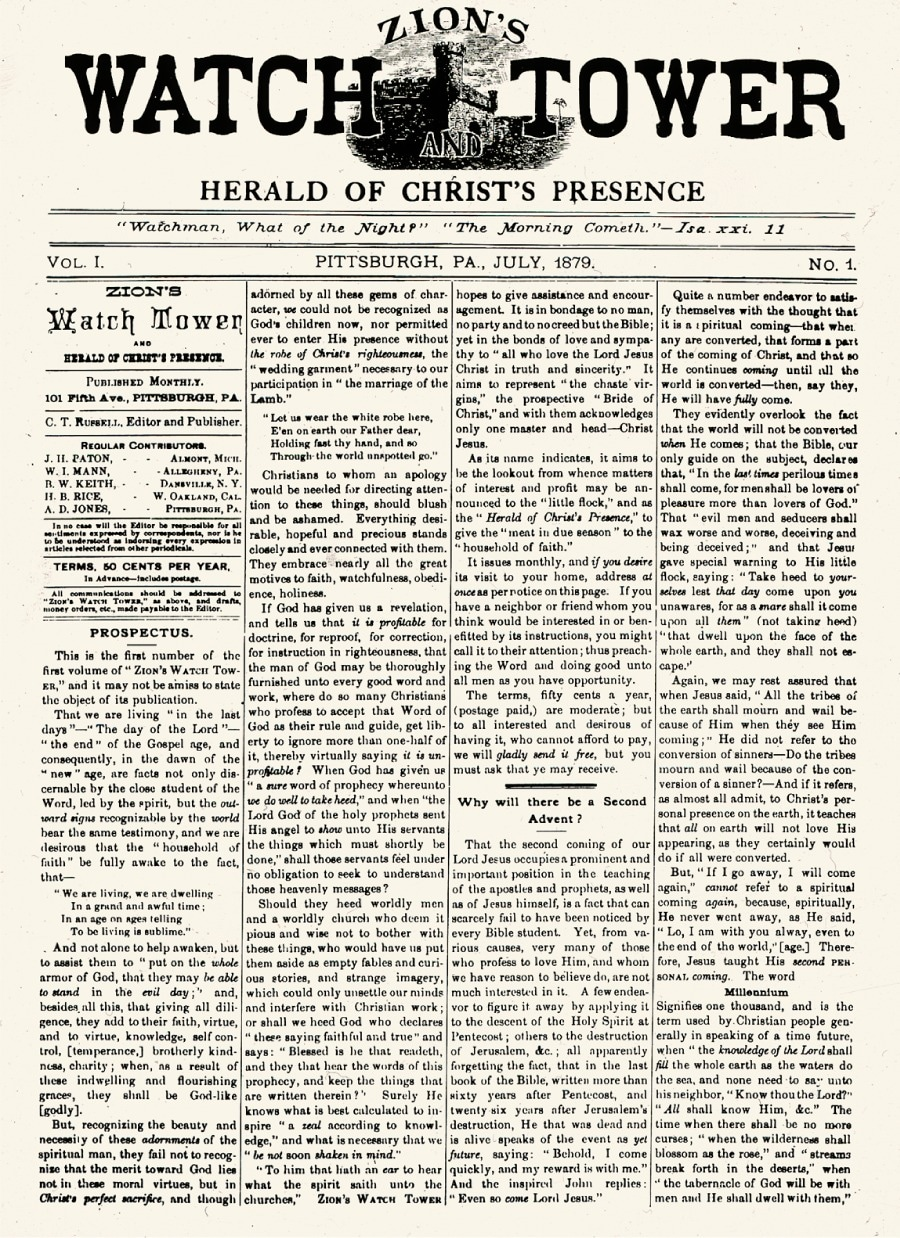
„Strażnica” wydawana od roku 1879
(pierwsze wydanie lipiec 1879)

Po wycofaniu się z wspierania i pisania do „Zwiastuna Poranka” postanowił od lipca 1879 roku publikować własne pismo „Zion's Watch Tower and Herald of Christ's Presence” („Strażnica Syjońska i Zwiastun Obecności Chrystusa”). Odtąd Russell posługiwał się nim do głoszenia prawd biblijnych. Russell nigdy nie przypisywał sobie odkrycia nauk Biblii. Powiedział:

Stwierdziliśmy, że przez całe wieki różne społeczności religijne i rozmaite grupy rozdzieliły między siebie nauki biblijne i stapiały je – mniej lub bardziej – z ludzkimi spekulacjami i błędnymi poglądami (...) Przekonaliśmy się, że ważna nauka o usprawiedliwieniu przez wiarę, a nie przez uczynki, została jasno sformułowana przez Lutra, a w nowszych czasach przez wielu chrześcijan, że prezbiterianie z wielkim szacunkiem odnosili się do Bożej sprawiedliwości, mocy i mądrości, chociaż tych przymiotów dokładnie nie rozumieli, że metodyści cenili i wychwalali miłość i miłosierdzie Boga, że adwentyści głosili cenną naukę o powrocie Pana, że baptyści między innymi dobrze pojmowali symboliczne znaczenie chrztu, mimo że stracili z oczu prawdziwy chrzest, że niektórzy uniwersaliści już od dłuższego czasu mają mgliste pojęcie o 'restytucji'. W ten sposób niemal wszystkie wyznania dowiodły, że ich założyciele poszukiwali prawdy. Ale niewątpliwie wielki Przeciwnik walczył z nimi i nie mogąc całkowicie zniweczyć Słowa Bożego, przewrotnie je między nich rozdzielił. (...)

Wykonujemy pracę (...) zbierania rozproszonych przez długi czas fragmentów prawdy oraz przekazywania ich ludowi Pańskiemu – nie jako nowych, nie jako naszych własnych, ale jako pochodzących od Pana. (...) Nie powinniśmy mniemać, że to nam należy się jakakolwiek zasługa za odkrycie i ponowne uporządkowanie klejnotów prawdy

.
W „Strażnicy” z maja i czerwca 1880 roku Russell ogłosił, że zamierza odwiedzić szereg miast w celu zjednoczenia i wzajemnego poznania licznych, ale bardzo rozproszonych czytelników. Wizyty Russella doprowadziły do utworzenia w odwiedzanych miastach szeregu klas, czyli eklezji (nazwanych potem zborami). Zebrania zborowe organizowano najczęściej dwa razy w tygodniu. Zebrania urządzane w wynajętych salach składały się z wykładu wygłaszanego przez zdolnego mówcę. Z kolei na te urządzane w domach wszyscy zabierali swoją Biblię, konkordancję, papier, ołówek i byli zachęcani do czynnego udziału. Z powodu takiego przebiegu zebrań i przykładania uwagi do dokładnego studiowania Biblii osoby te zaczęto nazywać Badaczami Pisma Świętego.
W lipcu i sierpniu 1881 roku w „Strażnicy” opublikowano artykuł pod tytułem Czy głosisz? Oparte głównie na Ewangelii według Mateusza 24:14; 28:19–20 oraz Dziejach Apostolskich 1:8 artykuły wskazywały, że podstawowym zadaniem Badaczy Pisma Świętego powinno być głoszenie Dobrej Nowiny. W tym samym czasie Russell wezwał do „wyjścia z Babilonu Wielkiego” (czyli opuszczenia swojego Kościoła), który był utożsamiany przez Badaczy Pisma Świętego z Kościołem katolickim i papiestwem, a potem także z innymi religiami. W 1886 roku odbyło się w Pittsburghu pierwsze, historyczne, trzydniowe zgromadzenie po dorocznej uroczystości Pamiątki śmierci Jezusa Chrystusa, zapoczątkowując w ten sposób zwyczaj organizowania dorocznych kongresów.
W 1891 roku odbyło się kolejne zgromadzenie w Allegheny w stanie Pensylwania oraz w Toronto (700 obecnych) z okazji dorocznego święta upamiętniającego śmierć Jezusa Chrystusa. Od 7 do 14 kwietnia 1892 roku odbyło się następne zgromadzenie w Allegheny, na które przybyło około 400 osób z 20 amerykańskich stanów i kanadyjskiej prowincji Manitoba. Program zjazdu obejmował pięć dni intensywnego studium Biblii i dwudniowe szkolenie dla kolporterów. Rok później od 20 do 24 sierpnia odbyło się pierwsze walne zgromadzenie w Chicago, na którym było obecnych 360 osób, a 70 ochrzczono. W następnych latach zgromadzenia takie odbywały się co roku regularnie również w innych krajach.

### Początek XX wieku
Pod koniec 1903 roku kazania Russella zaczęły publikować gazety. W 1913 roku co tydzień kazania te publikowało już ponad 2000 tytułów, które trafiały do 15 milionów czytelników. W 1908 roku przedstawiciele założonego przez Russella Towarzystwa Strażnica (w tym radca prawny Joseph F. Rutherford) zakupili stary Plymouth Bethel przy Hicks Street 13–17 w Brooklynie – były dom misyjny Kościoła kongregacjonalistów, gdzie od 1909 roku mieściły się biura Towarzystwa, jak i sala zebrań (nazwany potem Betel, czyli 'Domem Bożym'), a także dawną rezydencję pastora Henry’ego Warda Beechera przy Columbia Heights 124, który stał się domem pracowników Betel.

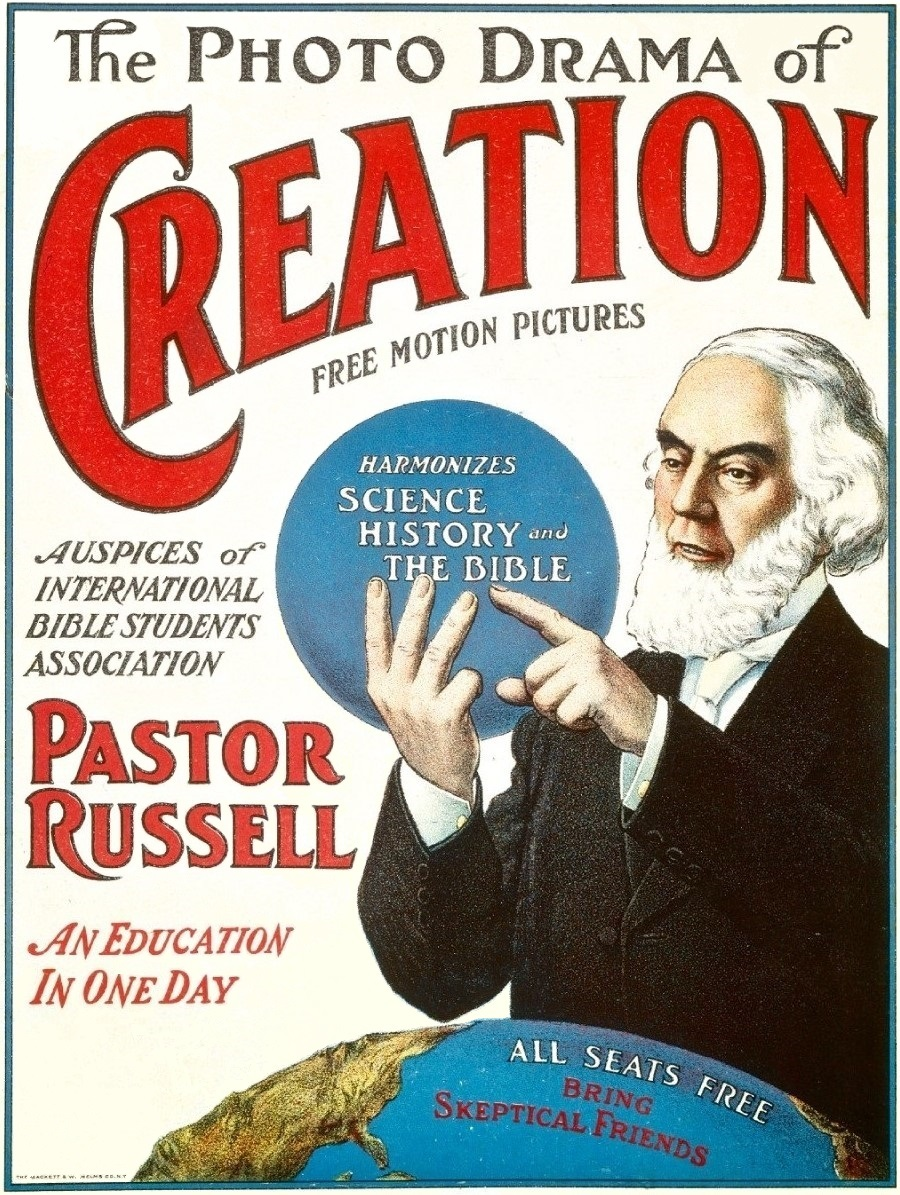
Afisz Fotrodamy stworzenia

W 1912 roku Russell z współpracownikami przystąpili do realizacji Fotodramy stworzenia, czyli zestawu filmów i przeźroczy zsynchronizowanych z nagraniami na płytach gramofonowych. Premiera filmu miała miejsce 11 stycznia 1914 roku, a film obejrzało 5000 widzów przy czym dla wielu innych zabrakło miejsc. Do końca roku Fotodramę stworzenia obejrzało ponad 9 milionów osób w Ameryce Północnej, Europie, Nowej Zelandii i Australii.
Rok 1914 dla Badaczy Pisma Świętego i samego Russella był rokiem szczególnym, ponieważ już wiele lat wcześniej Russell i inni Badacze posługując się chronologią biblijną obliczyli, że w październiku tego roku dobiegną końca „czasy pogan”. Wierzono, że szalejąca I wojna światowa przerodzi się w światową anarchię. Wielu Badaczy Pisma Świętego wierzyło, że w 1914 roku pójdą do nieba. Później tak to skomentowano:
Wyobrażaliśmy sobie, że żniwo i zgromadzanie Kościoła pomazańców zostanie wykonane przed upływem Czasów Pogan, ale Biblia nic takiego nie mówi.
16 października 1916 roku Charles Taze Russell wraz ze swoim sekretarzem Mentą Sturgeonem wybrali się na zaplanowaną podróż po zachodniej i południowej części Stanów Zjednoczonych. We wtorek 31 października 64-letni Russell zmarł w pociągu w miejscowości Pampa w stanie Teksas.
Zgodnie z życzeniem Russella, na łamach „Strażnicy” z 1 grudnia 1916 opublikowano jego testament spisany 29 czerwca 1907 roku, w którym zalecił on utworzenie pięcioosobowego Komitetu Redakcyjnego, który miałby się zajmować redagowaniem „Strażnicy” po jego śmierci. Zarząd Towarzystwa Strażnica powołał Komitet Wykonawczy złożony z Alfreda I. Ritchiego, Williama E. Van Amburgha oraz Josepha F. Rutheforda. Komitet ten sprawował nadzór nad działalnością Towarzystwa Strażnica do czasu najbliższego walnego zgromadzenia członków Towarzystwa Strażnica.

## Reorganizacja (1917–1942)
Decyzją walnego zgromadzenia, które odbyło się 6 stycznia 1917 roku wobec braku innych kandydatów na nowego prezesa Towarzystwa Strażnica jednomyślnie wybrano Josepha Franklina Rutherforda. Równocześnie Andrew N. Pierson został wybrany wiceprezesem, a William E. Van Amburgh sekretarzem-skarbnikiem. Rozwiązano też Komitet Wykonawczy. 
Nowy prezes Towarzystwa kładł mocniejszy nacisk na ewangelizację. Zwiększono z 69 do 93 osób liczbę podróżujących przedstawicieli Towarzystwa, a liczba kolporterów publikacji zwiększyła się z 372 do 461. W 1917 roku czterech członków zarządu Towarzystwa Strażnica usiłowało usunąć ze stanowiska nowego prezesa. W sierpniu 1917 roku, opuścili oni Dom Betel w Brooklynie. Osoby te w roku 1918 utworzyły Pastoralny Instytut Biblijny, który dzielił się na mniejsze grupy skupione wokół ich przywódców. Jeszcze w tym samym roku ta grupa rozpoczęła kampanię pisania listów i wygłaszania przemówień, co spowodowało rozdźwięki oraz odwrócenie się niewielkiej części osób od Towarzystwa Strażnica. W wyniku sporów wewnętrznych powstały wtedy odłamy, które dzieliły się na mniejsze ugrupowania – z czasem jednak większość z nich zanikła. Główne grupy, które oddzieliły się od Towarzystwa Strażnica znane w Polsce to: Zrzeszenie Wolnych Badaczy Pisma Świętego i Świecki Ruch Misyjny „Epifania”.

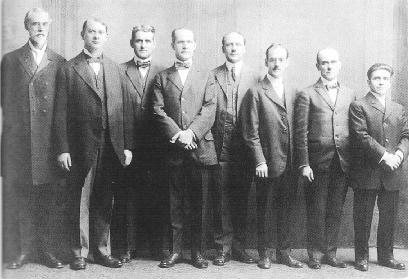
Członkowie Towarzystwa Strażnica w 1918 roku (od lewej: W.E. Van Amburgh, J.F. Rutherford, A.H. Macmillan, R.J. Martin, F.H. Robison, C.J. Woodworth, G.H. Fisher, G. De Cecca)

Po śmierci C.T. Russella, w lipcu 1917 roku wydano książkę pt. Dokonana tajemnica częściowo opartą na jego wypowiedziach. Ponieważ książka ta zawierała szereg bardzo krytycznych uwag wobec kleru chrześcijańskiego została zakazana w Kanadzie i Stanach Zjednoczonych. Wzrastał też podsycany przez duchowieństwo sprzeciw wobec Badaczy Pisma Świętego. W wyniku ostrej krytyki kleru zawartej w tej, jak i innych publikacjach wydawanych przez Towarzystwo Strażnica począwszy od 1918 roku Europę i Amerykę Północną objęła fala ataków na Badaczy Pisma Świętego. 7 maja 1918 roku władze federalne Stanów Zjednoczonych wydały decyzję o aresztowaniu J.F. Rutherforda i jego współpracowników co miało miejsce następnego dnia. 4 lipca 1918 zostali oni osadzeni w więzieniu federalnym w Atlancie w stanie Georgia.
Więzieni członkowie Towarzystwa Strażnica zostali zwolnieni 26 marca 1919 roku. W czasie pobytu w więzieniu ośmiu członków zarządu Towarzystwa Strażnica niemal całkowicie zamarła wszelka działalność Badaczy Pisma Świętego. Jednak już 4 maja na pierwszym wygłoszonym przez Rutherforda wykładzie po wyjściu z więzienia było obecnych 3500 osób, a dla ponad pół tysiąca zabrakło miejsc.

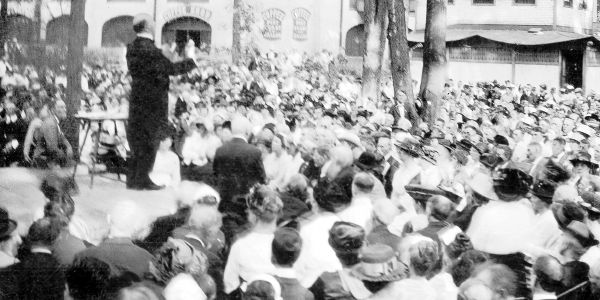
Joseph F. Rutherford przemawia podczas zgromadzenia w Cedar Point (wrzesień 1919)

W dniach od 1 do 8 września 1919 roku w Cedar Point w stanie Ohio odbyło się zgromadzenie Badaczy Pisma Świętego na którym Rutherford oświadczył:
Misją chrześcijanina na ziemi (...) jest głoszenie orędzia o sprawiedliwym Królestwie Pana, które zapewni błogosławieństwa całemu wzdychającemu stworzeniu. Na tym zgromadzeniu ogłoszono też rozpoczęcie wydawania nowego czasopisma pt. „The Golden Age” („Złoty Wiek”, obecnie znane jako „Przebudźcie się!”). W 1922 roku, w dniach od 5 do 13 września odbyło się kolejne, 9-dniowe zgromadzenie. W jego programie znalazł się punkt, w którym mówca powiedział, że każdy poświęcony ma obowiązek występować w charakterze publicznego głosiciela Króla i królestwa.
W latach 1918–1925 w przeszło 30 językach wygłaszano przemówienie Miliony ludzi z obecnie żyjących nigdy nie umrą, które wskazywało, że nadzieją dla ludzi jest życie wieczne na ziemi. Jeszcze w 1920 roku w książce Miliony ludzi z obecnie żyjących nigdy nie umrą! wyrażono oczekiwania, że w 1925 roku zmartwychwstaną takie osobistości, jak: Abraham, Jakub, Izaak i inni prorocy, a namaszczeni chrześcijanie pójdą do nieba. Po niespełnionych oczekiwaniach niewielka część Badaczy Pisma Świętego porzuciła wyznanie. Kolejnym takim momentem było wyjaśnienie istnienia dwóch organizacji – Szatana i Jehowy. Wyjaśnienie Księgi Objawienia znacznie różniło się od interpretacji zawartej w Dokonanej tajemnicy, która w znacznej mierze była pośmiertną syntezą notatek i wniosków Russella. Spowodowało to, że część Badaczy zgorszyła się i odeszła.
Od 1927 roku wzrastała liczba aresztowań Badaczy Pisma Świętego, ponieważ w niedziele organizowali się w grupy, które głosiły ewangelię. Rozpoczęła się trwająca dziesięć lat batalia sądowa, która zakończyła się przyznaniem prawa do świadczenia w niedziele. 

### Nowa nazwa

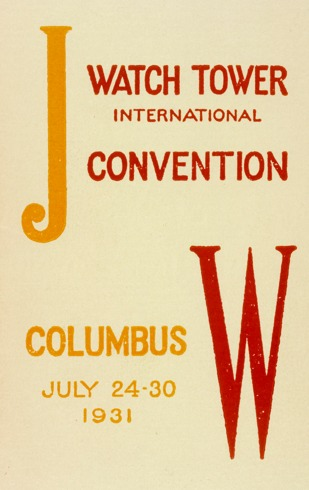
Program zgromadzenia z literami:
JW – Jehovah's Witnesses

W dniach od 24 do 30 lipca 1931 roku w Columbus w stanie Ohio zorganizowano kolejne międzynarodowe zgromadzenie, którego część była transmitowana przez należące do Towarzystwa Strażnica radio WBBR oraz 450 stacji radiowych w Ameryce Północnej, Australii i Europie.
Na tym zgromadzeniu 26 lipca została wygłoszona rezolucja pt. Nowe imię, w której oświadczono:

„Jesteśmy sługami Jehowy Boga upoważnionymi do wykonania w Jego imieniu pewnego dzieła, mianowicie dawania — zgodnie z Jego przykazaniem — świadectwa o Jezusie Chrystusie i powiadamiania ludzi, iż Jehowa jest prawdziwym i wszechmocnym Bogiem. Z radością więc obieramy i przyjmujemy imię, które Pan Bóg wypowiedział swymi ustami, i pragniemy, by nas znano pod nowym imieniem i nazywano nim, a mianowicie: Świadkowie Jehowy”.

W 1931 roku w 50 krajach świata działalność kaznodziejską prowadziło niecałe 50 tysięcy Świadków Jehowy. Rok 1932 przyniósł kolejne wyjaśnienie na podstawie Biblii, że ci Świadkowie, którzy nie spodziewają się pójść do nieba, będą żyli na ziemi.
W 1933 roku w działalności kaznodziejskiej zaczęto posługiwać się samochodami z megafonami, które parkowano w dogodnych miejscach i odtwarzano nagrane wykłady. W tym samym roku rozpoczęto kierowanie zachęt do głosicieli by podczas głoszenia od domu do domu posługiwali się „kartami świadectwa”. Karty te miał wymiary jakieś 8 na 13 centymetrów. Zawierały krótkie orędzie oparte na Biblii oraz zachęcały do przyjęcia literatury biblijnej. Co jakiś czas przygotowywano nowe karty zawierające zwięzłe orędzie biblijne.
W 1934 roku w działalności kaznodziejskiej zaczęto korzystać ze specjalnie zaprojektowanych przenośnych gramofonów wyprodukowanych przez Towarzystwo Strażnica, na których odtwarzano płyty z krótkimi nagranymi wykładami biblijnymi nazywanymi kazaniami. Długość nagrania wynosiła około cztery i pół minuty. Tytuły niektórych przemówień były bardzo krótkie, na przykład „Trójca”, „Czyściec” czy „Królestwo”. Do roku 1940 nagrano na płytach 92 wykłady biblijne oraz wyprodukowano przeszło milion kopii. Towarzystwo Strażnica wyprodukowało łącznie ponad 47 tysięcy gramofonów. Metodą tą głosiciele posługiwali się w latach 30. i 40. XX wieku.
W 1936 roku zaczęto organizować na szeroką skalę marsze informacyjne z tablicami. Początkowo były to plakaty zapowiadające wykłady publiczne, a później tablice zawierające takie hasła jak: „Religia to sidło i oszustwo” czy „Służ Bogu i Chrystusowi Królowi”. Uczestnicy marszów szli powoli, gęsiego chodnikami przy ruchliwych ulicach w dzielnicach handlowych. Pochody te przyciągały uwagę przechodniów.
W 1937 roku czasopismo „Złoty Wiek” zmieniło nazwę na „Pociecha”.

### Prześladowania w okresie II wojny światowej

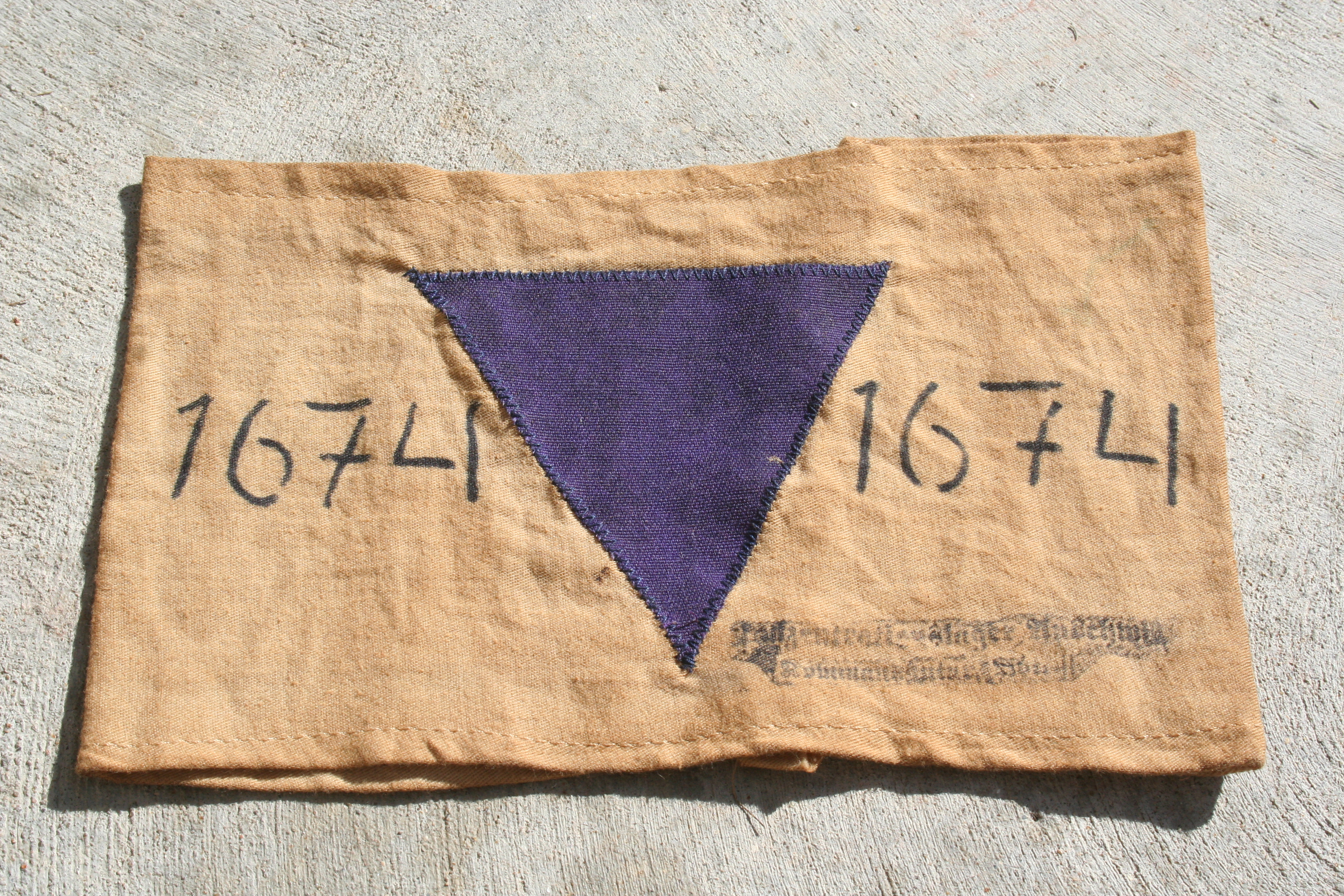
Znak fioletowego trójkąta, jaki nosili Świadkowie Jehowy w obozach koncentracyjnych od 1935 roku

Jeszcze przed dojściem Hitlera do władzy, począwszy od 1929 roku zdarzało się, że nazistowskie bojówki SA napadały na Świadków Jehowy w Niemczech, bijąc ich i przerywając zebrania religijne. Świadkowie Jehowy w III Rzeszy i na terenach przez nią okupowanych byli represjonowani z powodu odmowy służby wojskowej, odmowy używania niemieckiego pozdrowienia Heil Hitler i każdej pracy dla wojska od czyszczenia mundurów czy zawijania pakietów opatrunkowych pierwszej pomocy po pracę w przemyśle zbrojeniowym, niestosowanie „państwowego” antysemityzmu (Świadkowie Jehowy m.in. nie przestrzegali bojkotu żydowskich sklepów, a w swoich publikacjach propagowali – zgodnie z Biblią równość wszystkich narodów i ras). Z tych powodów już od wiosny 1933 roku spotykały ich liczne represje, zaczęto ich więzić w obozach koncentracyjnych, a najpóźniej od stycznia 1935 roku byli tam osadzani na stałe, od roku 1937 otrzymali oddzielne oznakowanie – fioletowy trójkąt. Udawało im się informować swych współwyznawców z zewnątrz o warunkach panujących w obozach, dzięki czemu na kilka lat przed wojną ujawnili istnienie i specyfikę obozów koncentracyjnych wraz z dokładnymi szkicami – w książce Krucjata przeciwko chrześcijaństwu. W późniejszych latach informowano także o zbrodniach dokonywanych na Żydach i innych więźniach. Lata 1936 i 1937 były okresem masowych aresztowań dokonywanych przez gestapo. Tysiące wyznawców zamknięto w więzieniach i obozach koncentracyjnych gdzie spotkało ich sadystyczne traktowanie. W tym czasie już ponad 6000 Świadków Jehowy z Niemiec było przetrzymywanych w więzieniach lub obozach koncentracyjnych. August Dickmann był pierwszym rozstrzelanym Świadkiem Jehowy na początku września 1939 roku w Sachsenhausen (KL). W wielu krajach działalność Świadków Jehowy została zakazana, a w krajach zajętych przez III Rzeszę głosicieli osadzono w obozach koncentracyjnych.
W okresie III Rzeszy 1767 Świadków Jehowy straciło pracę, skonfiskowano 284 firm, 735 mieszkań, 129 majątków ziemskich, 457 osób pozbawiono prawa do wykonywania zawodu, 860 dzieci umieszczono w sierocińcach bez prawa widzeń z rodzicami, unieważniono 30 małżeństw. Aresztowano 8917 wyznawców i ich dzieci. Do obozów trafiło ponad 2 tys. osób, 635 zmarło w więzieniach. W wyniku wyroków sądowych na śmierć skazano 253 głosicieli, z czego wykonano 203 egzekucje. W obozach więziono (na ogół) osoby dorosłe; dzieci przeważnie odbierano i przekazywano na wychowanie innym rodzinom. Choć zdarzały się pojedyncze przypadki odmowy służby wojskowej wśród przedstawicieli innych wyznań społeczność Świadków Jehowy nie podejmowała służby wojskowej. Byli oni jedyną z kilku kategorii więźniów narodowości niemieckiej, którzy mogli w każdej chwili wyjść na wolność po podpisaniu deklaracji apostazji. Ponad 95% osadzonych odmówiło podpisania deklaracji, uważając prześladowania za próbę wiary. W obozach znęcano się nad nimi i zabijano, (ale równocześnie wyznaczano do pracy w charakterze służby domowej u członków załóg obozów – esesmanów – ponieważ Świadkowie Jehowy nie stanowili zagrożenia, ani nie uciekali z obozów). Rudolf Höss (komendant obozu Auschwitz) zeznał, że imponował mu hart ducha i siła wiary tych więźniów i wspominał, iż zarówno Heinrich Himmler jak i Theodor Eicke powoływali się wielokrotnie na ich religijny fanatyzm i stawiali go za przykład dla postępowania SS-manów w odniesieniu do narodowego socjalizmu i Adolfa Hitlera. Nawet do takich miejsc jak obozy koncentracyjne potajemnie docierały Biblie i publikacje Świadków Jehowy. Organizowano tam po kryjomu nawet zebrania religijne, obchodzono z zachowaniem wielkiej ostrożności rocznicę Wieczerzy Pańskiej, dokonywano także chrztów nowych wyznawców. Wielu z uwięzionych wraz ze Świadkami Jehowy zapoznawało się z ich naukami i przyjmowało je. W więzieniach i obozach Świadkowie Jehowy nie tylko pomagali sobie nawzajem, ale także dbali o innych więźniów – wspólne jedzenie, opieka medyczna. Wsparcie było widoczne szczególnie w sferze emocjonalnej i duchowej. Więźniowie z determinacją przestrzegali zasad swojej wiary. Mimo ścisłego zakazu nauczania w obozach koncentracyjnych, wykorzystywali każdą okazję, każdą sposobność aby współwięźniów a nawet esesmanów zaznajomić z Biblią. Hitlerowcy starali się izolować ich liderów od innych więźniów, aby zapobiec głoszeniu i organizowaniu pomocy dla innych osadzonych współwyznawców.
W okresie III Rzeszy około 11 300 niemieckich Świadków Jehowy zostało uwięzionych, a około 1500 zmarło lub zostało zabitych. Wykonano 270 wyroków śmierci. Po zakończeniu wojny Świadkowie Jehowy byli ważnym źródłem informacji na temat masowych zbrodni na Żydach w obozach zagłady. Do Hitlera trafiło łącznie ok. 20 tysięcy listów i telegramów protestacyjnych od Świadków Jehowy z ok. 50 krajów. Doktor historii Henrik Eberle podsumowuje: „Na tle milionów ofiar nazistowskiego reżimu liczba ta [ofiar spośród Świadków Jehowy] wydaje się znikoma. Mimo to stanowi świadectwo zbiorowej i bezkompromisowej niezłomności, która zasługuje na szacunek”. 
Spośród około 35 000 Świadków Jehowy, którzy mieszkali w III Rzeszy i na terytoriach przez nią okupowanych, ponad 16 000 aresztowano, około 6000 wysłano do obozów koncentracyjnych, a przeszło 1750 zabito, w tej liczbie jest też 548 wyroków śmierci wykonanych przez egzekucje (np. pluton egzekucyjny lub ścięcie), w tym co najmniej na 39 nieletnich. 1250 ofiar nazistowskich prześladowań to niepełnoletnie dzieci Świadków Jehowy. Nazistowskie władze odebrały około 600 dzieci rodzicom, którzy byli Świadkami Jehowy. Co najmniej 72 Świadków Jehowy poddano eutanazji. Świadkowie Jehowy z Polski, Niemiec, Czech, Austrii, ZSRR (głównie z Zachodniej Ukrainy), Jugosławii (głównie ze Słowenii), Węgier, Holandii, Francji, Belgii czy Luksemburga byli więzieni w większości obozów koncentracyjnych na terenie Europy. Po zakończeniu wojny ocaleli z obozów Świadkowie Jehowy byli ważnym źródłem informacji na temat masowych zbrodni na Żydach i innych więźniach w obozach zagłady. Wcześniej do Hitlera trafiło łącznie około 20 tysięcy listów i telegramów protestacyjnych od Świadków Jehowy z około 50 krajów świata. 
Prof. Christine King, napisała: „Im bardziej byli uciskani, tym mocniej zwierali szeregi, a ich opór nabierał twardości diamentu”.
Ze względu na neutralność Świadków Jehowy 4 lipca 1940 roku władze zdelegalizowały ich działalność w Kanadzie. W połowie lat 40. XX wieku w prowincji Quebec wyznawcy spotkali się z brutalnym traktowaniem zarówno ze strony skrajnych ugrupowań katolickich, jak i urzędników państwowych. 2 marca 1947 roku Świadkowie Jehowy rozpoczęli w całym kraju kampanię, podczas której zachęcali do podpisywania skierowanej do rządu największej wówczas petycji w sprawie ustawy o swobodach obywatelskich. Również Świadkowie Jehowy w Stanach Zjednoczonych padali ofiarą ataków — dochodziło do licznych przypadków pobicia i gróźb pozbawienia wolności, często przy bezczynnej i niechętnie-obojętnej postawie policji oraz sprzecznemu z konstytucją nadużywaniu lokalnych przepisów, które utrudniały działalność kaznodziejską. Za obstawanie przy neutralności tysiące wyznawców trafiło do więzień. W roku 1941 dzieci Świadków Jehowy wyrzucano ze szkół za odmowę pozdrawiania sztandaru. Pomimo tych przeszkód w latach 1938–1945 grono Świadków Jehowy w Stanach Zjednoczonych powiększyło się przeszło dwukrotnie, a liczba godzin, które poświęcili na publiczną działalność kaznodziejską wzrosła trzykrotnie.

## Dalszy rozwój (po 1942)

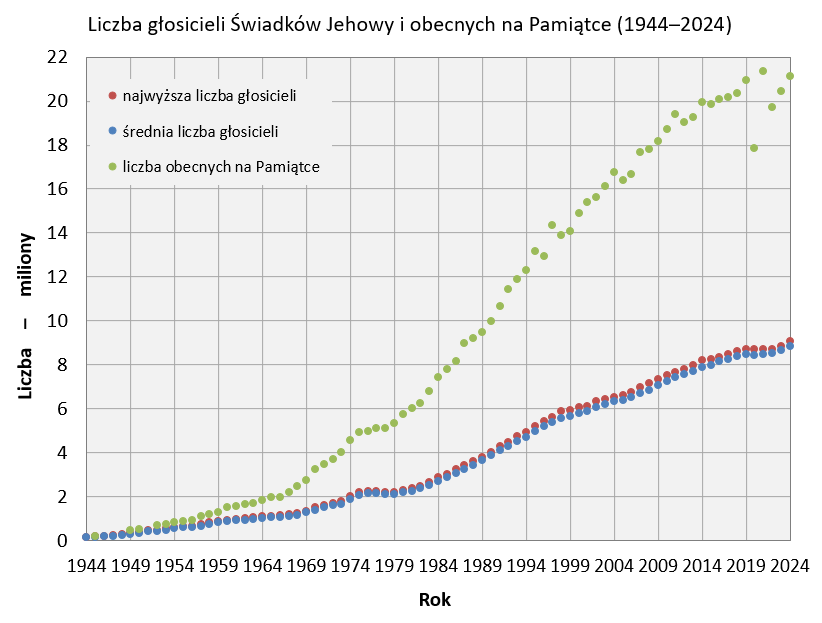
Liczba głosicieli Świadków Jehowy oraz obecnych na Pamiątce od roku 1944

8 stycznia 1942 roku zmarł J.F. Rutherford. Pięć dni później prezesem wybrano Nathana H. Knorra. Nowy prezes Towarzystwa Strażnica jeszcze mocniej akcentował potrzebę głoszenia i na większą skalę zaczął organizować zgromadzenia. Wkrótce też zorganizowano Kursy Służby Teokratycznej, które odbywały się w każdym zborze, a przygotowywały i szkoliły głosicieli do przemówień i głoszenia.
1 lutego 1943 roku 100 studentów rozpoczęło zajęcia w nowo powstałej Biblijnej Szkole Strażnicy – Gilead. Kurs trwał 20 tygodni, a głównym podręcznikiem była Biblia.
Po wojnie, kiedy wróciła możliwość niezakłóconej korespondencji pocztowej, zaczęły napływać sprawozdania. Okazało się, że mimo pożogi wojennej liczebność Świadków Jehowy znacznie wzrosła. 
W ciągu 45 lat od zakończenia II wojny wiele krajów odmówiło Świadkom Jehowy prawnego zarejestrowania, a ponadto ich religię lub działalność w różnych okresach zdelegalizowano w sumie w 23 krajach afrykańskich, w 9 azjatyckich, 8 europejskich (w Polsce zakaz obowiązywał w latach 1950–1989), 3 latynoamerykańskich i w 4 państwach wyspiarskich. W roku 1992 Świadkowie Jehowy podlegali różnym ograniczeniom jeszcze w 24 krajach świata, a w roku 2023 – w 33.
W roku 1950 na zorganizowanym na stadionie Yankee kongresie pod hasłem „Rozrost Teokracji”, gdzie było obecnych 123 tys. osób ogłoszono wydanie Chrześcijańskich Pism Greckich w Przekładzie Nowego Świata (Nowego Testamentu).
W kwietniu 1951 roku prawie wszystkich wyznawców wywieziono z europejskiej części ZSRR na Syberię w trakcie Operacji Północ. Było to największe w historii ZSRR przesiedlenie na tle religijnym. Rok później do szkolenia głosicieli wprowadzono Zaawansowany Kurs Służby Kaznodziejskiej. Rezultaty tego szkolenia były takie, że w ciągu dziesięciu lat liczba głosicieli na świecie wzrosła o 100 procent, liczba odwiedzin o kolejne 126 procent, a liczba studiów biblijnych o 150 procent. W 1963 roku osiągnięto pierwszy milion głosicieli, 11 lat później liczba ta się podwoiła.
Od 1 stycznia 1956 roku rozpoczęto wizyty nadzorców strefy odwiedzających Biura Oddziałów. Poczynając od 1 października 1972 roku zmieniono sposób zarządzania zborami. Dotychczas zborami opiekowali się słudzy zboru, którzy byli mianowani przez Towarzystwo Strażnica. Teraz, na podstawie Listu do Filipian 1:1 gdzie apostoł Paweł napisał o gronie starszych, miało być w zborach wielu, tworzących grono starszych, o ile mieli stosowne kwalifikacje (zob. 1 Tm 3:1–7). To samo dotyczyło sług pomocniczych. W tym samym okresie odpowiedzialność i nadzór nad ewangelizacją przejęło Ciało Kierownicze, złożone z kilkunastu dojrzałych duchowo mężczyzn, mających nadzieję niebiańską (zaliczających się do 144 000 wybranych, namaszczonych duchem Świadków).

### Powstanie komitetów

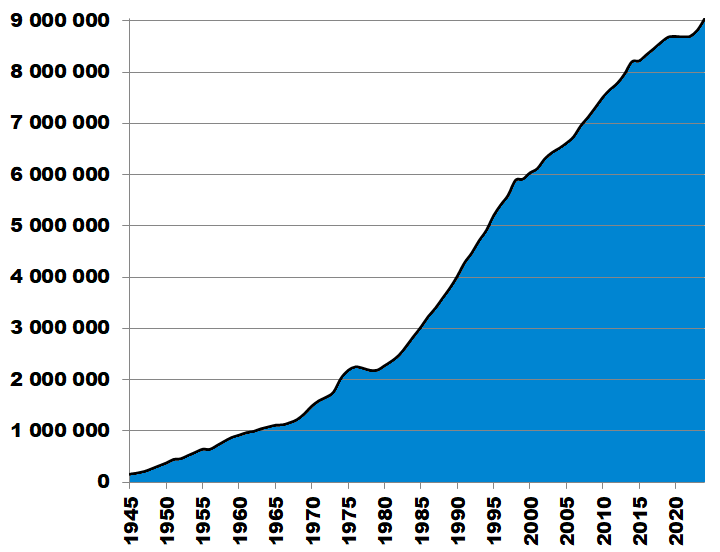
Najwyższa liczba głosicieli Świadków Jehowy na świecie od roku 1945

Od stycznia 1976 roku nadzór nad Towarzystwem Strażnica został przekazany sześciu kilkuosobowym komitetom. Odtąd już Towarzystwem Strażnica nie zarządzała jedna osoba.
8 czerwca 1977 roku w wyniku niemożliwego do zoperowania guza mózgu zmarł Nathan Knorr. Następcą na stanowisku Prezesa Towarzystwa Strażnica został 83-letni Frederick William Franz. Obecnie Ciało Kierownicze nie jest zupełnie związane z Towarzystwem Strażnica. Żaden z Członków owego Ciała nie może być jednocześnie członkiem Zarządu Towarzystwa Strażnica.

### Dalszy rozwój
W 1977 roku wprowadzono dla pełnoczasowych pionierów Kurs Służby Pionierskiej. W 1985 roku przekroczono liczbę 3 milionów głosicieli, pięć lat później – 4 milionów. W latach 90. XX wieku w kilkunastu krajach, głównie z Europy Wschodniej, Afryki, Azji i Ameryki Łacińskiej, uzyskano rejestrację prawną; w niektórych z nich zorganizowano w następnych latach kongresy międzynarodowe. 
W 1986 roku utworzono Regionalne Komitety Budowlane, odpowiedzialne za budowy i remonty Sal Królestwa. W 1999 roku wprowadzono wzmożony program budowy Sal Królestwa w biedniejszych krajach; w ciągu pierwszych 5 lat jego działania w 116 krajach wybudowano ponad 9000 Sal Królestwa, a do roku 2015 przeszło 30 000. Od 2014 roku nadzór nad budowami przejął „Ogólnoświatowy Dział Projektowo-Budowlany”, a w każdym Biurze Oddziału działa „Lokalny Dział Projektowo-Budowlany”, który ma za zadanie nadzorowanie przedsięwzięć budowlano-remontowych. Do pomocy w tym celu ma zespół wolontariuszy, pełnoczasowych sług budowlanych oraz współpracujących ochotników ze zborów.
15 stycznia 1997 roku powstała pierwsza oficjalna strona internetowa Świadków Jehowy www.watchtower.org, a w późniejszym czasie – dodatkowe: w 1999 roku Informacji Publicznej i w 2005 roku publikacji religijnych. W sierpniu 2012 roku wszystkie trzy strony zostały połączone w przeprojektowaną serwis jw.org.
W 1996 roku na całym świecie działało 5 milionów głosicieli, w roku 2000 przeszło 6 milionów, a w roku 2008 – 7 milionów. W roku 2014 przeszło 8 milionów, w 2024 roku na całej ziemi dobrą nowinę o Królestwie obwieszczało ponad 9 milionów głosicieli w 239 krajach i terytoriach zależnych.
W roku 2009 zmniejszono liczbę cotygodniowych spotkań członków zboru na zebraniach chrześcijańskich z trzech do dwóch (zborowe studium Biblii dołączono do teokratycznej szkoły służby kaznodziejskiej i zebrania służby). Położono nacisk na wykorzystanie wolnego wieczoru na studiowanie Pisma Świętego w gronie rodziny lub osobiście.
W 2009 roku publikacje Świadków Jehowy wydawano w 500 językach, w roku 2013 w 600, w 2014 roku w 700, w 2017 w 900 językach, a w 2019 roku w ponad 1000 (w tym w przeszło 1090 w wersji online w Internecie oraz także w przeszło 50 językach w wydaniach brajlowskich).
W 2012 roku zmniejszono liczbę oddziałów na świecie, poprzez połączenie niektórych z nich.
W lipcu 2013 roku w Warwick, w amerykańskim stanie Nowy Jork, rozpoczęto budowę obiektów nowego Biura Głównego Świadków Jehowy (poprzednio w dzielnicy Nowego Jorku: Brooklyn), zakończoną 31 sierpnia 2016 roku.
Latem 2013 roku wdrożono ogólnoświatowy program świadczenia publicznego na terenie poszczególnych zborów oraz na terenie wielkomiejskim z pomocą wózków z bezpłatną literaturą biblijną (pierwszy pilotażowy program wprowadzono w 2001 roku Francji oraz w listopadzie 2011 roku na nowojorskim Manhattanie).
W październiku 2013 roku na 129 zgromadzeniu statutowym ogłoszono wydanie zrewidowanego przekładu Pisma Świętego w Przekładzie Nowego Świata w języku angielskim.
W roku 2016 wprowadzono „zebranie w tygodniu” o nazwie chrześcijańskie życie i służba (składające się z trzech części, zastępując teokratyczną szkołę służby kaznodziejskiej i zebranie służby, a zborowe studium Biblii jest odtąd jednym z punktów tego zebrania).
W 2020 roku w związku z pandemią COVID-19 program uroczystości Pamiątki śmierci Jezusa Chrystusa nadało 36 stacji radiowych i telewizyjnych w 16 krajach afrykańskich. Z programu uroczystości można było skorzystać również poprzez serwis internetowy jw.org oraz dzięki komunikatorom internetowym w formie wideokonferencji, w którym zaczęto od marca 2020 roku przeprowadzać także zebrania zborowe (od 1 kwietnia 2022 roku ponownie odbywają się w Sali Królestwa oraz dodatkowo nadal w formie wideokonferencji, „hybrydowo”). Zbory zaczęły wykorzystywać programy do wideokonferencji jak np. Zoom. Ciało Kierownicze podjęło decyzję o przeznaczeniu środków pochodzących z dobrowolnych datków na zakup kont Zoom dla ponad 65 000 zborów w przeszło 170 krajach. Natomiast w 21 krajach afrykańskich, gdzie dostęp do internetu jest utrudniony lub bardzo kosztowny zebrania zborowe były transmitowane przez stacje radiowe i telewizyjne, z których mogło skorzystać ponad 1,2 miliona głosicieli, miało to miejsce również w niektórych krajach w Europie, Ameryce Północnej i Południowej. W związku z pandemią w lipcu i sierpniu 2020 roku Świadkowie Jehowy na całym świecie po raz pierwszy w historii w tym samym czasie oglądali ten sam nagrany program kongresu regionalnego pod hasłem „Zawsze się radujcie!” w serwisie jw.org, który został zamieszczony w 511 językach. W niektórych krajach był też transmitowany przez kanały telewizyjne i stacje radiowe. W 2021 roku nagrany program kongresu regionalnego pod hasłem „Silni dzięki wierze!” także został udostępniony w serwisie jw.org (Kongres w roku 2021 „Silni dzięki wierze!” Kongresy), w niektórych krajach był też transmitowany przez kanały telewizyjne i stacje radiowe. Również w 2022 roku program kongresu regionalnego pod hasłem „Dążmy do pokoju!” został udostępniony w serwisie jw.org. W marcu 2021 roku Świadkowie Jehowy przygotowali nową stronę internetową do transmisji na żywo programu zgromadzeń obwodowych (z udziałem nadzorcy obwodu) — JW Stream–Studio.
Stosując się do wytycznych władz poszczególnych państw działalność kaznodziejską od 14 marca 2020 roku zaczęto prowadzić wyłącznie przez telefon i komunikatory internetowe (od 31 maja 2022 roku wznowiono publiczną działalność ewangelizacyjną; 1 września 2022 roku zostało wznowione głoszenie od domu do domu). W związku z pandemią w roku 2021 po raz pierwszy w historii Kurs Służby Pionierskiej odbył się w formie wideokonferencji (w tej samej formie przeprowadzono go w 2022 roku). W okresie pandemii powołano ponad 950 Komitetów Pomocy Doraźnej, które najbardziej potrzebującym dostarczają żywność i podstawowe lekarstwa. Do stycznia 2021 roku ze środków pochodzących z dobrowolnych datków przekazano ponad 25 milionów dolarów na pomoc w związku z pandemią COVID-19.
Wyznanie stara się dotrzeć do ludzi także poprzez Internet. Oficjalny serwis internetowy: jw.org – zawiera informacje w przeszło 1090 językach. Pod względem ilości wersji językowych, jest największym serwisem internetowym na świecie. Umożliwia m.in. darmowe czytanie, słuchanie oraz pobieranie (w postaci plików) np. całej Biblii i różnych materiałów multimedialnych, filmów oraz wydawnictw Świadków Jehowy. Zawiera także ciekawostki, dane statystyczne i najnowsze informacje o działalności wyznania. Służy również do przekazywania informacji pomiędzy poszczególnymi zborami (funkcja dostępna po zalogowaniu). Od 6 października 2014 roku serwis zawiera również telewizję internetową JW Broadcasting dostępną w przeszło 300 językach – w tym w języku polskim oraz polskim języku migowym.